# Anartia
Anartia là một chi bướm trong họ Nymphalidae, và phân họ Nymphalinae, tìm thấy ở khu vực nhiệt đới và cận nhiệt đới ở châu Mỹ. Loài bướm này được gọi là Công, Dù công châu Âu không cùng một chi.

## Các loài
- Anartia amathea (Linnaeus, 1758) – Công nâu hay Công đỏ
- Anartia chrysopelea (Hübner, 1831) – Công Cuba hay công Caribbe
- Anartia fatima (Fabricius, 1793) – Công dải hay Fatima
- Anartia jatrophae (Linnaeus, 1763) – Công trắng hay Masote
- Anartia lytrea (Godart, 1819) – Công Godart hay công Hispaniola

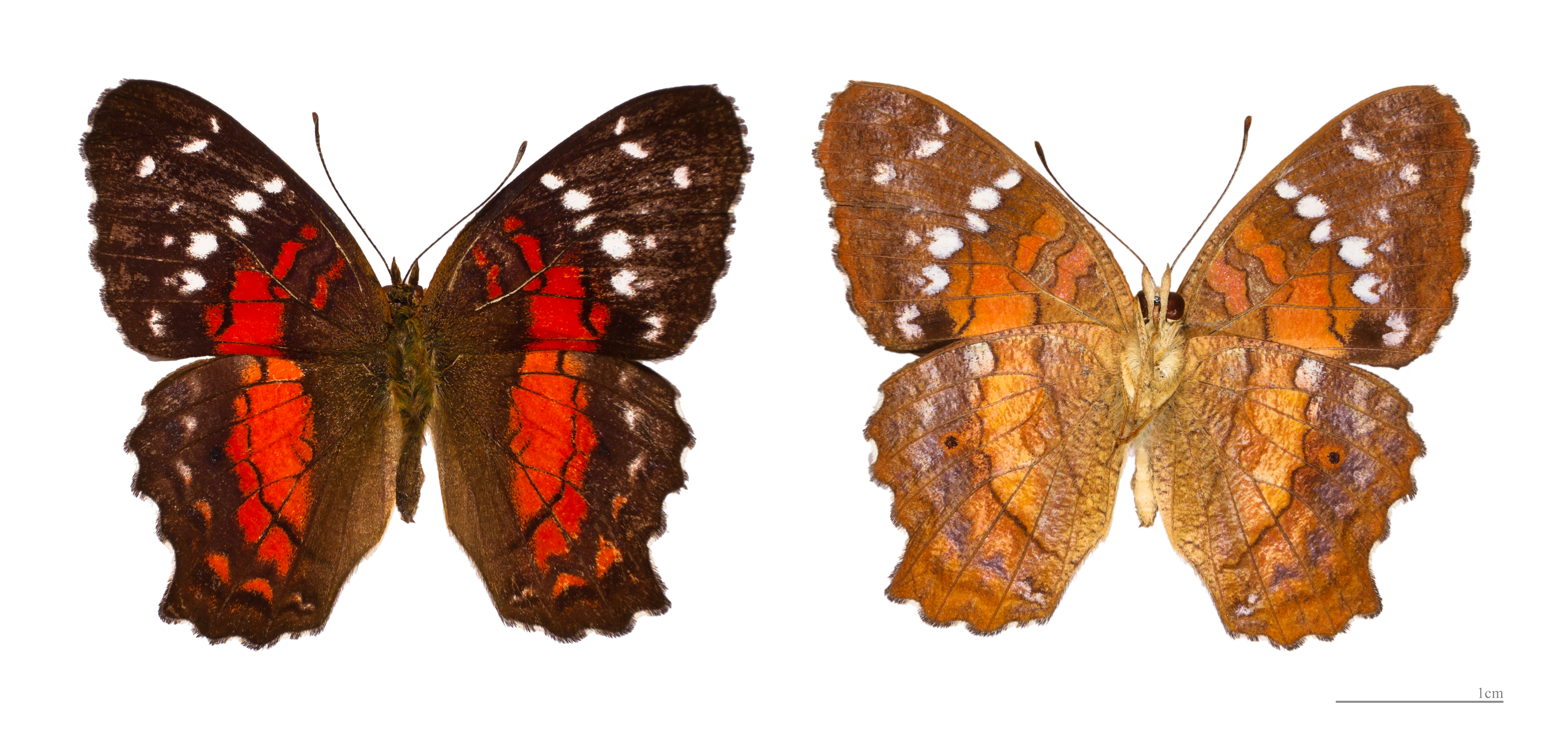
Anartia amathea
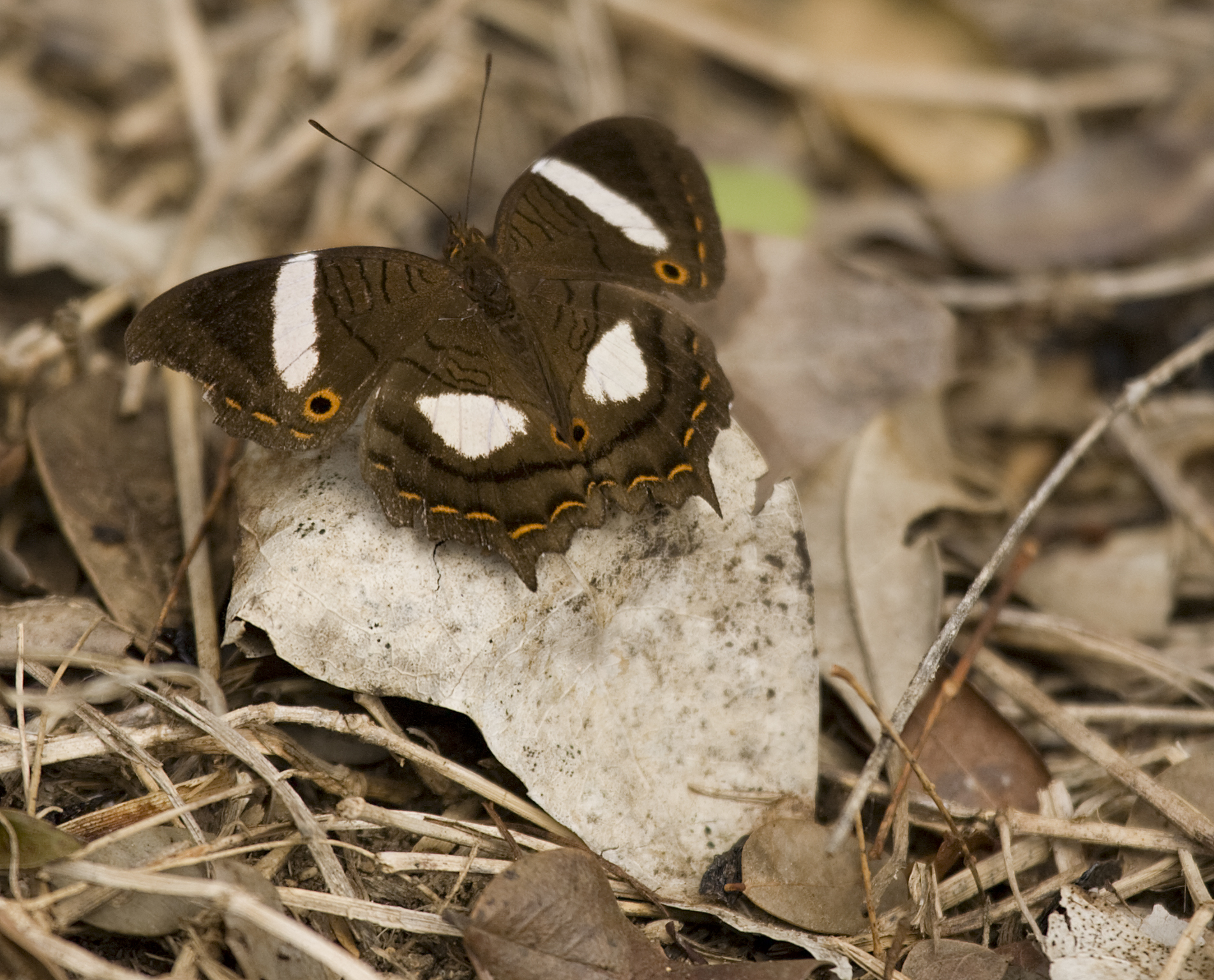
Anartia chrysopelea
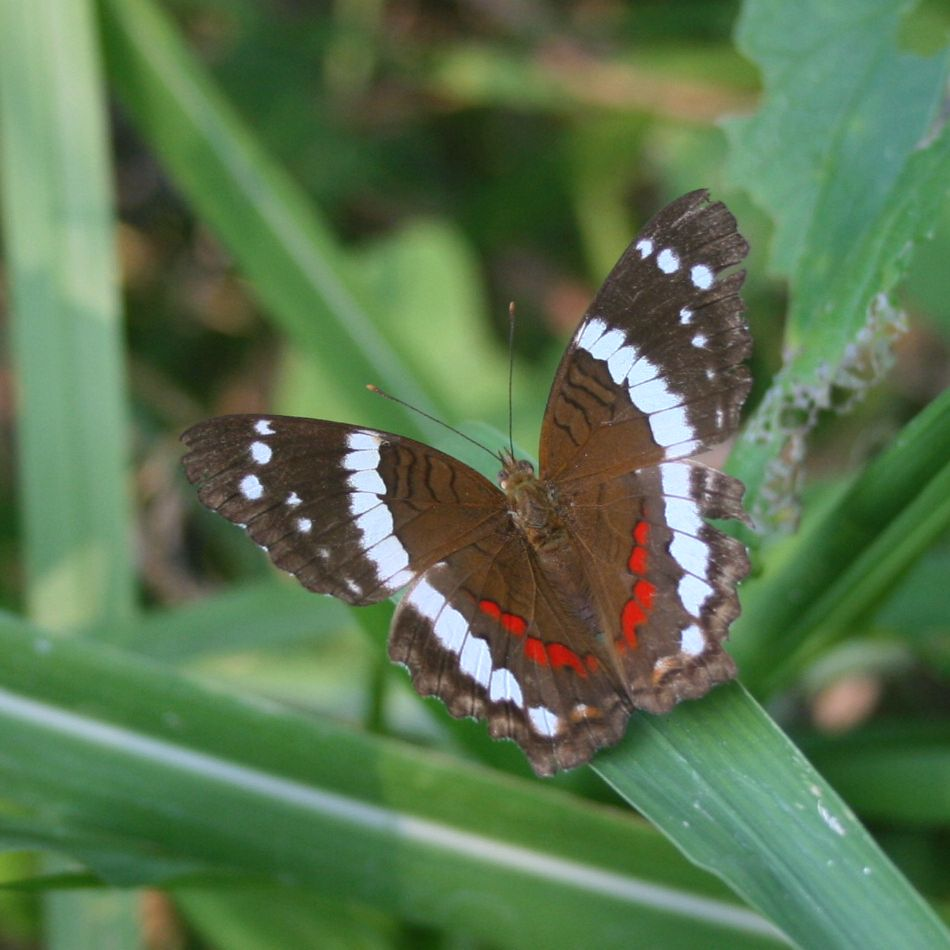
Anartia fatima
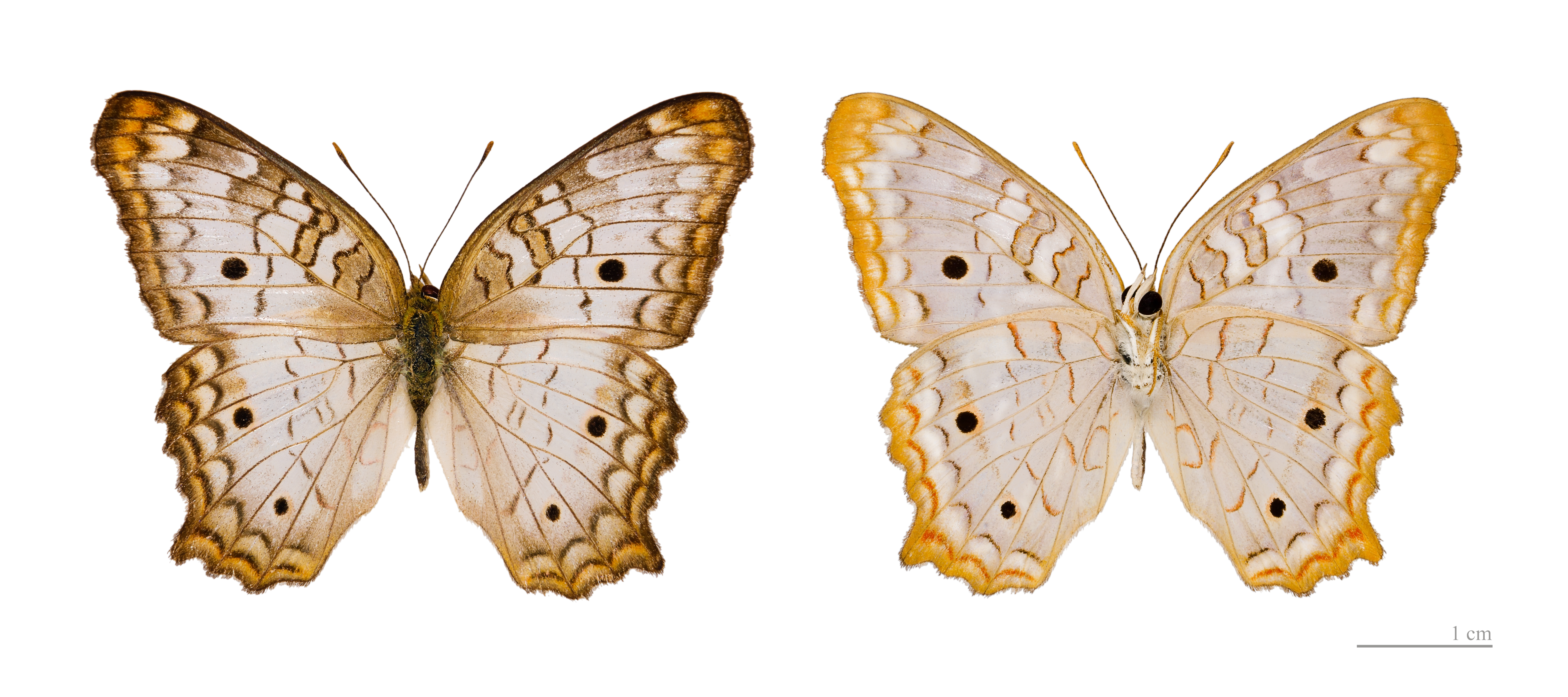
Anartia jatrophae